# Calvin de Haan
Calvin de Haan (Carp, 9 maggio 1991) è un hockeista su ghiaccio canadese.

## Palmarès

### Mondiali
- 1 medaglia:
  - 1 argento (Germania/Francia 2017)